# Institut Max-Planck de microbiologie terrestre
L'Institut Max-Planck de microbiologie terrestre (Max-Planck-Institut für terrestrische Mikrobiologie) est un institut de recherche extra-universitaire dépendant de la Société Max-Planck situé à Marbourg, consacré à la microbiologie du milieu terrestre.
L'institut étudie l'écologie des micro-organismes dans les habitats terrestres, dans le sol en particulier. Il s'intéresse à la génétique, la biochimie, le métabolisme, les interactions entre les organismes dans les habitats spécifiques ou d'organismes modèles.

## Histoire
L'institut est créé en janvier 1991. Son premier directeur est Rudolf Thauer, professeur de microbiologie à l'université de Marbourg depuis 1976. Les directeurs sont aujourd'hui Ralf Conrad, Regine Kahmann et Lotte Søgaard-Andersen.

## Organisation et structure
L'Institut est divisé en quatre départements, chacun comprenant plusieurs groupes de travail. En outre, il existe deux groupes de recherche indépendants.
- Département de biochimie
  - Biochimie des organismes à métabolisme méthanogène
  - Structure des protéines microbiennes
- Département de biogéochimie
  - Métabolisme des gaz rares, décomposition du méthanogène
  - Microbiologie et symbiose des intestins des termites
  - Écologie des microorganismes de la dénitrification
  - Oxydation du méthane, rhizosphère, zone humide
  - Écologie moléculaire, phylogénie
- Département d'écophysiologie
  - Biologie du développement bactérienne (exemple : Myxococcus xanthus)
  - Transduction de signal et sporulation de Myxococcus xanthus
  - Échange de signaux intercellulaires
- Département des interactions des organismes
  - Pathologie végétale moléculaire
  - Microbiologie cellulaire, transport vésiculaire
  - Régulation des gènes de Ustilago maydis selon les composés végétaux
  - Réseaux de signaux de Ustilago maydis
  - Régulation du développement pathogène de Ustilago maydis
  - Spécificité de l'infection et des métabolites secondaires de champignons phytopathogènes
- Groupes de recherches
  - Géobiologie moléculaire
  - Système de l'ubiquitine et son rôle dans la réparation de l'ADN.

## International Max Planck Research School (IMPRS)
L'Institut Max-Planck de microbiologie terrestre participe avec l'université de Marbourg au International Max Planck Research School Principles of Microbial Life. L'IMPRS est un programme de doctorants anglophones. Il se compose d'environ 30 groupes de recherche. Son directeur est Lotte Søgaard-Andersen.